# Lycopen
Lycopen hay Lycopene (Từ tiếng Tân Latinh lycopersicum nghĩa là cà chua) là một sắc tố caroten và carotenoid màu đỏ tươi và một hóa thực vật được tìm thấy trong nhiều loại rau quả có màu đỏ như cà chua, dưa hấu, đu đủ, ổi đỏ, bưởi đỏ, bưởi chùm nhưng không có trong dâu tây hay anh đào. Mặc dù lycopen về mặt hóa học là một loại caroten, nhưng nó không có hoạt tính của vitamin A. Thực phẩm không có màu đỏ cũng có thể chứa lycopen, chẳng hạn như các loại đỗ, đậu.
Ở thực vật, tảo và các sinh vật có khả năng quang hợp khác, lycopen là một hợp chất trung gian quan trọng trong tổng hợp sinh học nhiều loại carotenoid, bao gồm cả beta caroten, hợp chất đóng vai trò trong quá trình tạo ra sắc tố đỏ, vàng hay cam, quang hợp và bảo vệ chống cháy sáng. Giống như mọi carotenoid khác, lycopen là một hydrocarbon không bão hòa, nghĩa là một alken không thay thế. Về mặt cấu trúc, lycopen là một tetraterpen và được tổ hợp từ 8 khối isopren chỉ bao gồm cacbon và hydro. Nó không hòa tan trong nước. Mười một liên kết đôi tiếp hợp của lycopen tạo ra màu đỏ đậm và hoạt tính chống oxy hóa cho nó. Nhờ có màu nóng và không độc nên lycopen là một màu thực phẩm (E160d) hữu dụng và nó cũng được phê chuẩn cho phép sử dụng tại nhiều quốc gia, trong đó có Hoa Kỳ, Australia và New Zealand (160d) và EU.

## Tiêu thụ ở người
Lycopen không là một chất dinh dưỡng thiết yếu đối với con người, nhưng được tìm thấy phổ biến trong nhiều món ăn được làm với thành phần chứa cà chua. Khi được hấp thụ trong ruột non, lycopen được nhiều loại lipoprotein vận chuyển tới máu và tích lũy chủ yếu trong máu, mô béo, da, gan và tuyến thượng thận, nhưng có thể được tìm thấy trong phần lớn các loại mô.
Nghiên cứu sơ bộ chỉ ra rằng những người ăn nhiều cà chua có thể có rủi ro mắc ung thư thấp hơn, có lẽ là do lycopen có tác động tới cơ chế ung thư tuyến tiền liệt. Tuy nhiên, lĩnh vực này của nghiên cứu và mối quan hệ giữa lycopen và ung thư tuyến tiền liệt dường như là chưa đủ căn cứ để tuyên bố về giảm rủi ro ung thư, theo Cục Thực phẩm và Dược phẩm Hoa Kỳ (FDA).

## Cấu trúc và tính chất vật lý
Lycopen là một tetraterpen đối xứng, được tổ hợp từ 8 khối isopren. Nó là một thành viên trong họ hợp chất carotenoid, và do nó chỉ bao gồm các nguyên tử cacbon và hydro nên nó cũng là một loại caroten. Quy trình cô lập lycopen được báo cáo lần đầu tiên năm 1910, và cấu trúc phân tử được xác định năm 1931. Trong trạng thái tự nhiên của nó, dạng toàn nghịch (all-trans), phân tử này dài và thẳng, bị ràng buộc bởi hệ thống gồm 11 liên kết đôi tiếp hợp (các liên kết đôi và liên kết đơn nằm xen kẽ với nhau) của nó. Mỗi mở rộng trong hệ tiếp hợp này làm giảm năng lượng cần thiết để các electron chuyển tiếp sang các trạng thái năng lượng cao hơn, cho phép phân tử hấp thụ ánh sáng có bước sóng lũy tiến dài hơn. Lycopen hấp thụ gần như toàn bộ các bước sóng của phổ ánh sáng, ngoại trừ các bước sóng dài nhất, vì thế nó trở thành có màu đỏ.
|                                                  |
| Công thức khung của đồng phân lycopen toàn trans |
|                                                  |
| Mô hình bi que của đồng phân lycopen toàn trans  |

Thực vật và các vi khuẩn có khả năng quang hợp trong tự nhiên sản sinh ra lycopen ở dạng toàn nghịch, nhưng tổng cộng có 72 đồng phân hình học của phân tử này là có thể về mặt không gian lập thể. Khi tiếp xúc với ánh sáng hay nhiệt, lycopen có thể trải qua quá trình đồng phân hóa để tạo ra một lượng nhất định các đồng phân cis, có hình dạng cong hơn là dạng thẳng. Các đồng phân khác nhau có độ ổn định khác nhau do năng lượng phân tử của chúng (độ ổn định cao nhất: 5-cis ≥ all-trans ≥ 9-cis ≥ 13-cis > 15-cis > 7-cis > 11-cis: thấp nhất). Trong máu người, các đồng phân cis chiếm trên 60% tổng hàm lượng lycopen, nhưng tác động sinh học của mỗi đồng phân riêng lẻ vẫn chưa được nghiên cứu

### Ố màu và loại bỏ
Lycopen không hòa tan trong nước, nhưng hòa tan trong một số dung môi hữu cơ và dầu. Do tính không phân cực của nó, lycopen trong chế biến thực phẩm sẽ gây ố màu cho các loại vật liệu có độ xốp rỗ nhất định, bao gồm phần lớn các loại vật liệu bằng nhựa dẻo. Trong khi vết ố màu cà chua có thể khá dễ dàng loại bỏ khỏi vải (miễn là vết ố còn mới), thì lycopen lại khuếch tán vào trong nhựa dẻo, do đó không thể loại bỏ nó bằng nước nóng hay chất tẩy rửa. Nếu lycopen bị oxy hóa (chẳng hạn, do phản ứng với thuốc tẩy hay axít), các liên kết đôi giữa các nguyên tử cacbon sẽ bị phá vỡ; chia cắt phân tử, làm vỡ hệ thống liên kết đôi tiếp hợp, và làm mất thể màu (chromophore).

## Vai trò trong quang hợp

Lycopen là chất trung gian thiết yếu trong tổng hợp sinh học nhiều loại carotenoid.

Các carotenoid tương tự như lycopen là các sắc tố quan trọng được tìm thấy trong các phức hợp protein-sắc tố quang hợp ở thực vật, vi khuẩn có khả năng quang hợp, nấm và tảo. Chúng là yếu tố tạo ra các màu sắc sặc sỡ của rau quả, thực hiện các chức năng khác nhau trong quang hợp, và bảo vệ các sinh vật quang hợp khỏi các tổn thương do bị chiếu sáng thái quá. Lycopen là chất trung gian thiết yếu trong tổng hợp sinh học nhiều loại carotenoid quan trọng, như beta-caroten và các xanthophyll

### Tổng hợp sinh học
Tổng hợp sinh học vô điều kiện của lycopen trong thực vật nhân chuẩn và vi khuẩn lam nhân sơ là tương tự, đều có sự tham dự của các enzym. Quá trình tổng hợp bắt đầu với axit mevalonic (C6H12O4), được chuyển hóa thành dimethylallyl pyrophosphat (C5H12O7P2). Chất này sau đó phản ứng ngưng tụ với 3 phân tử isopentenyl pyrophosphat (một đồng phân của dimethylallyl pyrophosphat), để tạo ra geranylgeranyl pyrophosphat chứa 20 nguyên tử cacbon. Hai phân tử của sản phẩm này sau đó ngưng tụ với nhau theo cấu hình đuôi nối đuôi để tạo ra phytoen (C40H64) chứa 40 nguyên tử cacbon, bước đầu tiên trong tổng hợp sinh học carotenoid. Qua vài bước khử no, phytoen chuyển hóa thành lycopen. Hai nhóm isopren ngoài cùng của lycopen có thể bị vòng hóa để tạo ra beta-caroten, là chất sau đó có thể được biến đổi thành một loạt các xanthophyll.

## Nguồn cung cấp

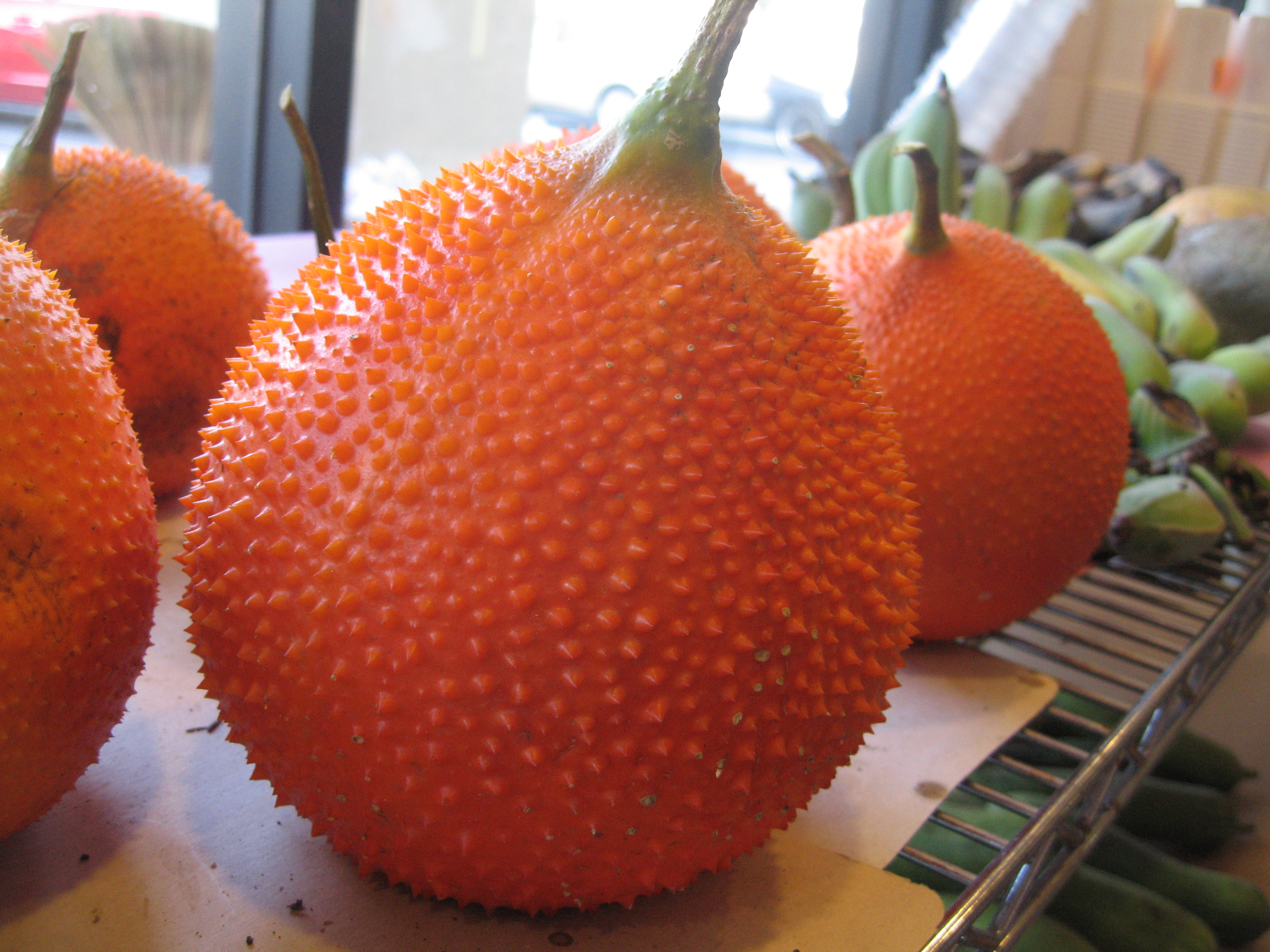
Quả gấc

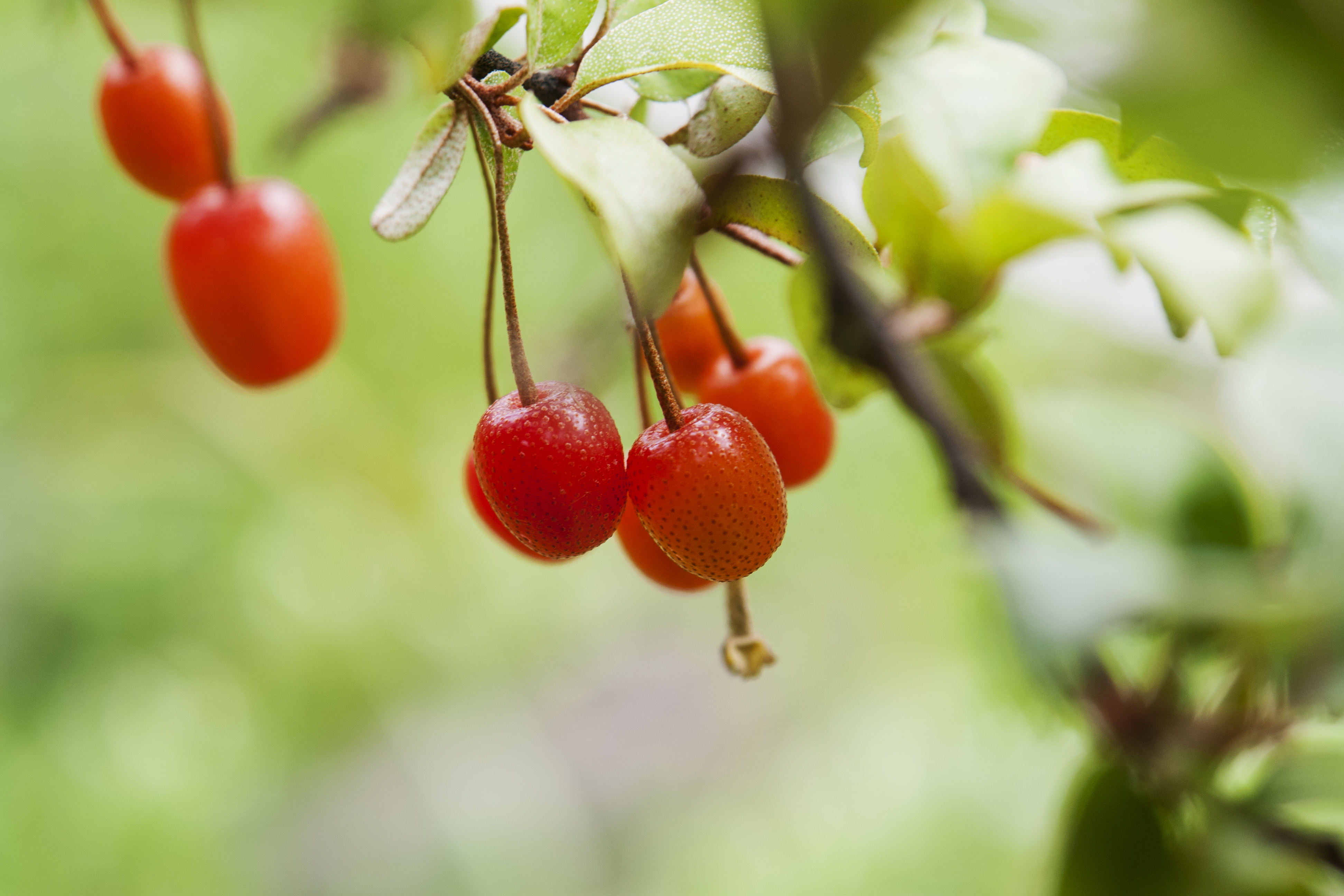
Nhót Nhật (Elaeagnus umbellata)

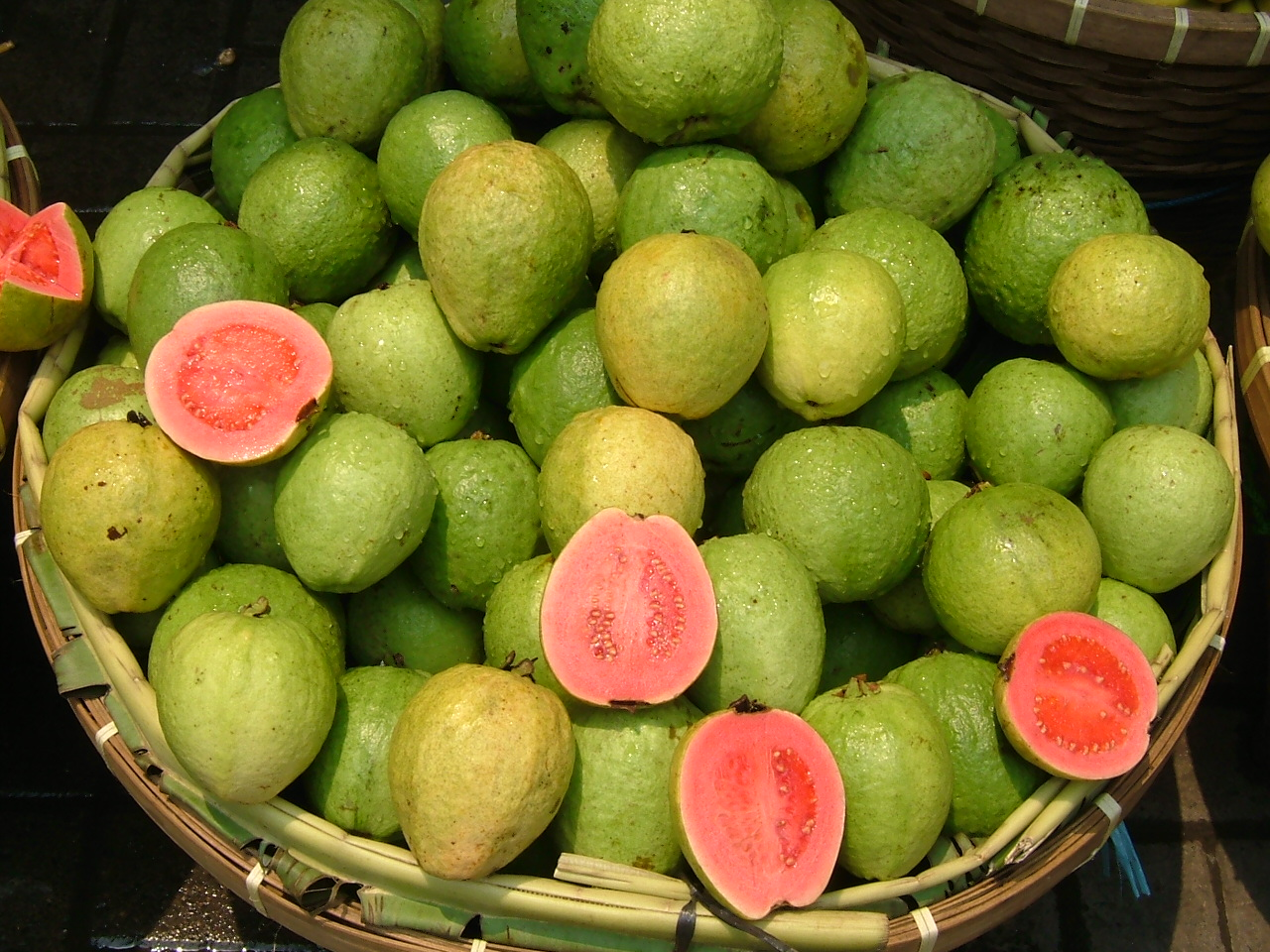
Ổi

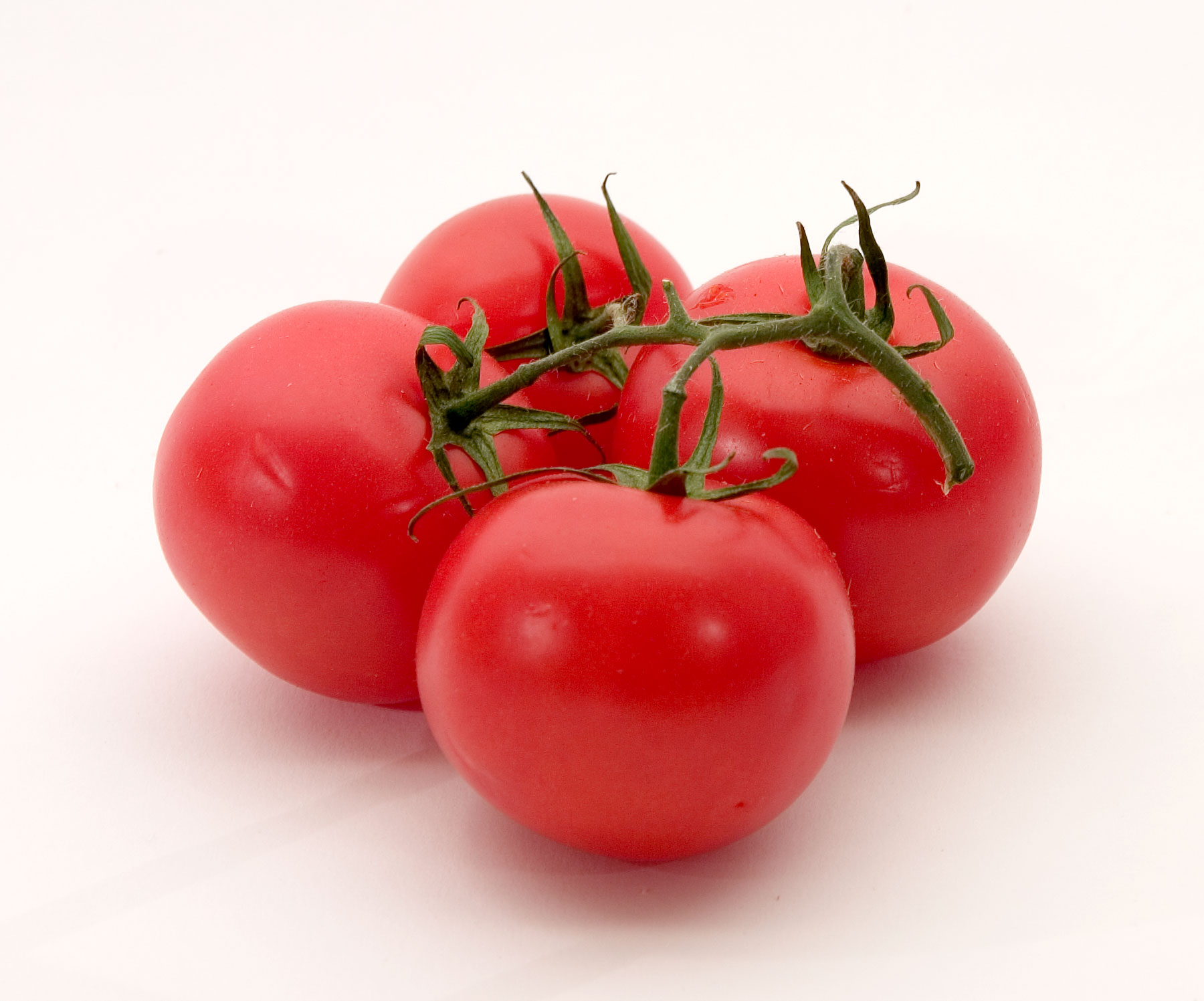
Cà chua

### Tác động có hại

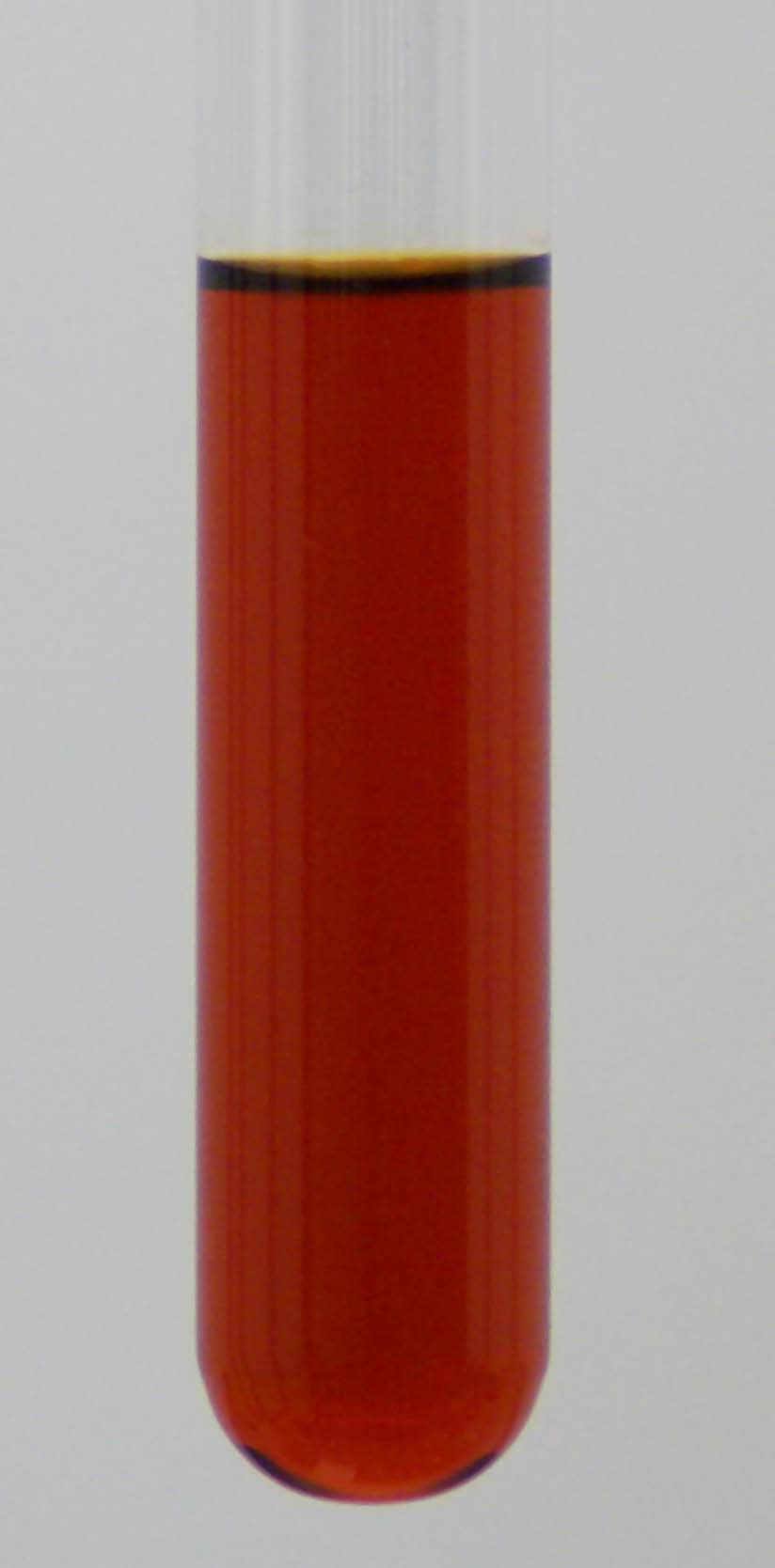
Ống nghiệm chứa lycopen hòa tan trong dicloromethan.